# Tallbergs kapell
Tallbergs kapell är en kyrkobyggnad som tillhör Gunnarsbyns församling i Luleå stift. Kapellet ligger i den lilla byn Tallberg, i Bodens kommun, tio mil nordväst om Luleå. Kapellet hålls aktivt tack vare stiftelsen Tallbergs Kapell.

## Kyrkobyggnaden
Kapellet har utvändigt en gulmålad träpanel och plåttak. Invändigt ryms 90 sittplatser i huvudkapellet, vilket kan utökas till 140 platser om man placerar stolar i serveringsdelen. Kapellet har en fristående klockstapel med en 150 kg tung klocka från Bergholtz klockgjuteri.